# خونیک بالا
خونیک بالا روستایی در دهستان قائن بخش مرکزی شهرستان قائنات استان خراسان جنوبی ایران است. بر پایه سرشماری عمومی نفوس و مسکن در سال ۱۳۹۰ جمعیت این روستا ۶۶ نفر (در ۲۰ خانوار) بوده‌است.